# 山田川疎水
山田川疎水（やまだがわそすい）は、兵庫県を流れる志染川（上流域は山田川）を堰き止めたつくはら湖を水源とし、三木市と神戸市西区を流れる灌漑用水路で、山田疎水と略されることもある。
淡河川疏水と合流し淡山疏水として稲美町など東播一帯（印南野）も潤す。

## 歴史
山田川疎水は明石藩の下、1771年（明和8年）に計画が始められ、1867年（慶応3年）に測量を開始し、1911年（明治44年）に着工、1919年（大正8年）に完成した。つくはら湖が造られる以前は山田川から直接取水し（海抜約145m）、1933年（昭和8年）には山田池も造成された。1991年（平成3年）に水源が東播用水（下記参照）へと切り替えられ取水堰は解体され、各疎水のコンクリート化など改修も行われた。
2014年（平成26年）、淡河川疏水を包括する神戸市と稲美町の淡山疏水が国際かんがい排水委員会によるかんがい施設遺産に登録された。

## 経路
つくはら湖を出ると三木市志染町三津田・笠松峠下を隧道で経て、神戸市西区押部谷町で一度地表に現れ兵庫県道83号平野三木線と交差した後（海抜約150m）、三木市緑が丘町でまた隧道となり、神戸電鉄粟生線広野ゴルフ場前駅の直下を抜け、三木市志染町広野の広野ゴルフ倶楽部敷地内で再び地表に現れ（海抜約160m）、宮ヶ谷調整池（大堤池）に貯水される。ここまでが当初計画の水路で、総延長は10.75キロ。以下に広がる疎水による受益耕作面積は848ヘクタール。
呉錦堂池から神出支線が派生し、下勝成池（新松池）で淡河川疏水と合流し淡山疏水となる。合流幹線は神戸市西区神出町小束野で雌岡山の北側を迂回、老ノ口分水所（海抜約120m）で山田川疎水に合わせ整備された岩岡支線と既存の淡河川疏水系に分岐。岩岡支線は神出浄水場（海抜約110m）を経て国道175号と並行し西区神出町南から神出町宝勢へ屈曲、兵庫県道377号野村明石線と並行し、岩岡支線の開通に合わせ新たに作られた17個のため池の一号池から西区岩岡町印路・平野町印路を経て一旦明石市大久保に入り、再び西区西脇で十二号池・十四号池に給水した後、印籠池（海抜約65m）などを経て、明石市魚住町の十七号池（海抜約45m）が流末になる。排水は明石市を流れる瀬戸川や庄内用水、赤根川に流入し瀬戸内海へ注ぐ。

また神出浄水場からは平野支線も派生し、鍋谷池を経て神戸市西区平野町常本・西戸田の田を潤した後、福知川へ注ぎ明石川へ放水されるほか（海抜約30m）、藤江川（下記参照）の水源にもなる。

一方、神出支線は雌岡山と雄岡山の間を抜け、兵庫県道65号神戸加古川姫路線と交差した後、西区押部谷町和田（海抜約50m）で明石川に至る。
山田川取水口から宮ヶ谷調整池まではやや上り勾配で、送水は隧道部における水流・水圧や埋設導水管による連結管の原理によって送水され、宮ヶ谷調整池から先は自然流下となっているが高低差はかなり緩やかなものとなっている。

### 山田池
山田川疎水が完成した後の1924年（大正13年）に大規模な干ばつが発生したことをうけ、造成された。現在はつくはら湖へ給水するが、その完成前は山田川疎水導水路へ直接送水していた。集水面積が57ヘクタールしかなかったため、1935年（昭和10年）から二年間かけシブレ山からの引水路を開削した。
土木学会「日本の近代土木遺産～現存する重要な土木構造物2000選」に選定されている。

### 藤江川
本来は自然河川（明石川水系二級河川）だが、上流域で山田川疎水平野支線・東播用水から給水をうける。福知川をサイフォンで潜り抜け、明石川と並行しつつ明石市の野々池貯水池を経たのち、明石市小久保では暗渠となり、西明石駅西側（山陽本線と山陽新幹線の間）で地表に現れ、播磨灘に至る。

山田川疎水関連施設画像

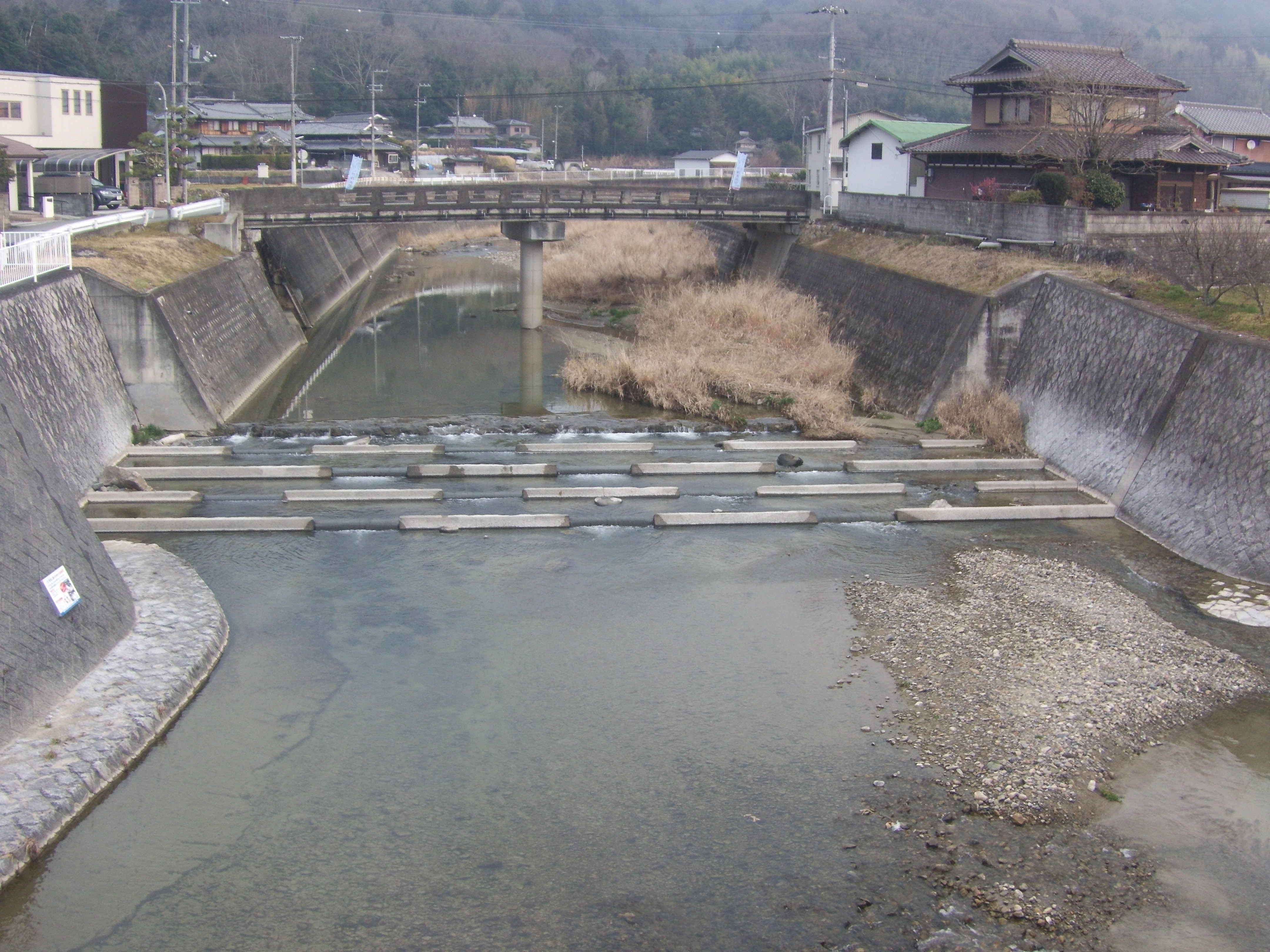
山田川疎水頭首工跡
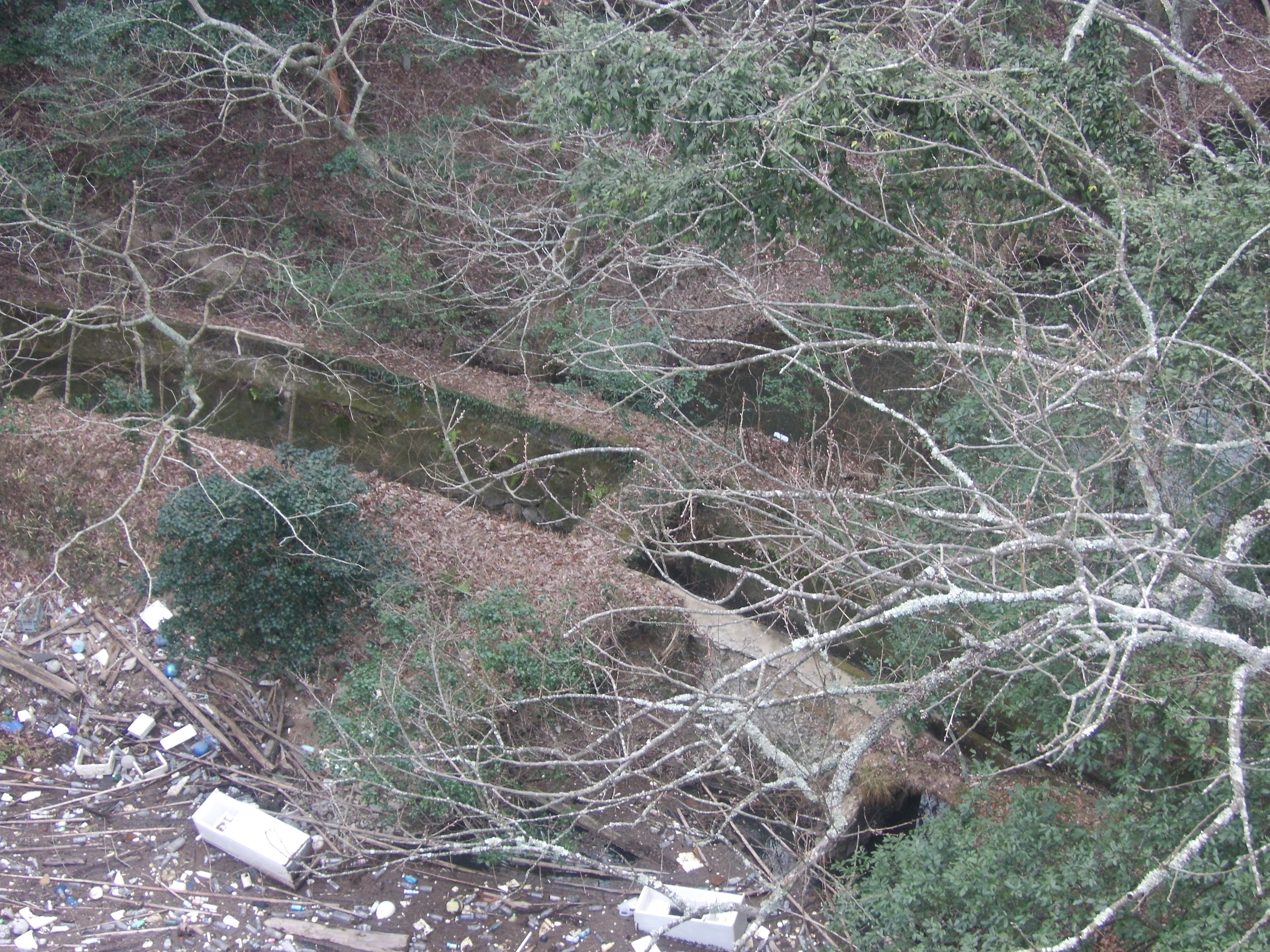
遺棄された旧引水路
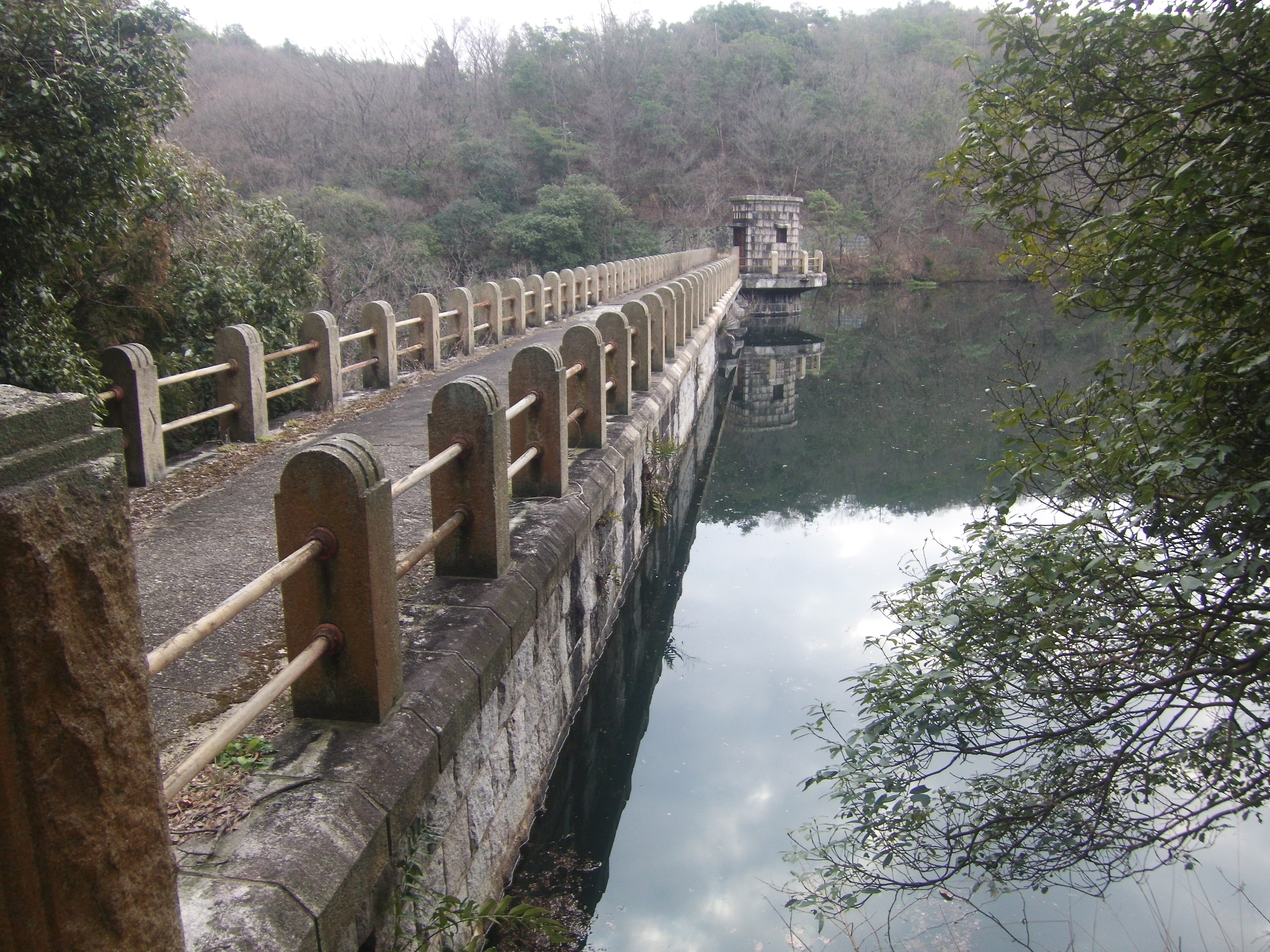
山田池
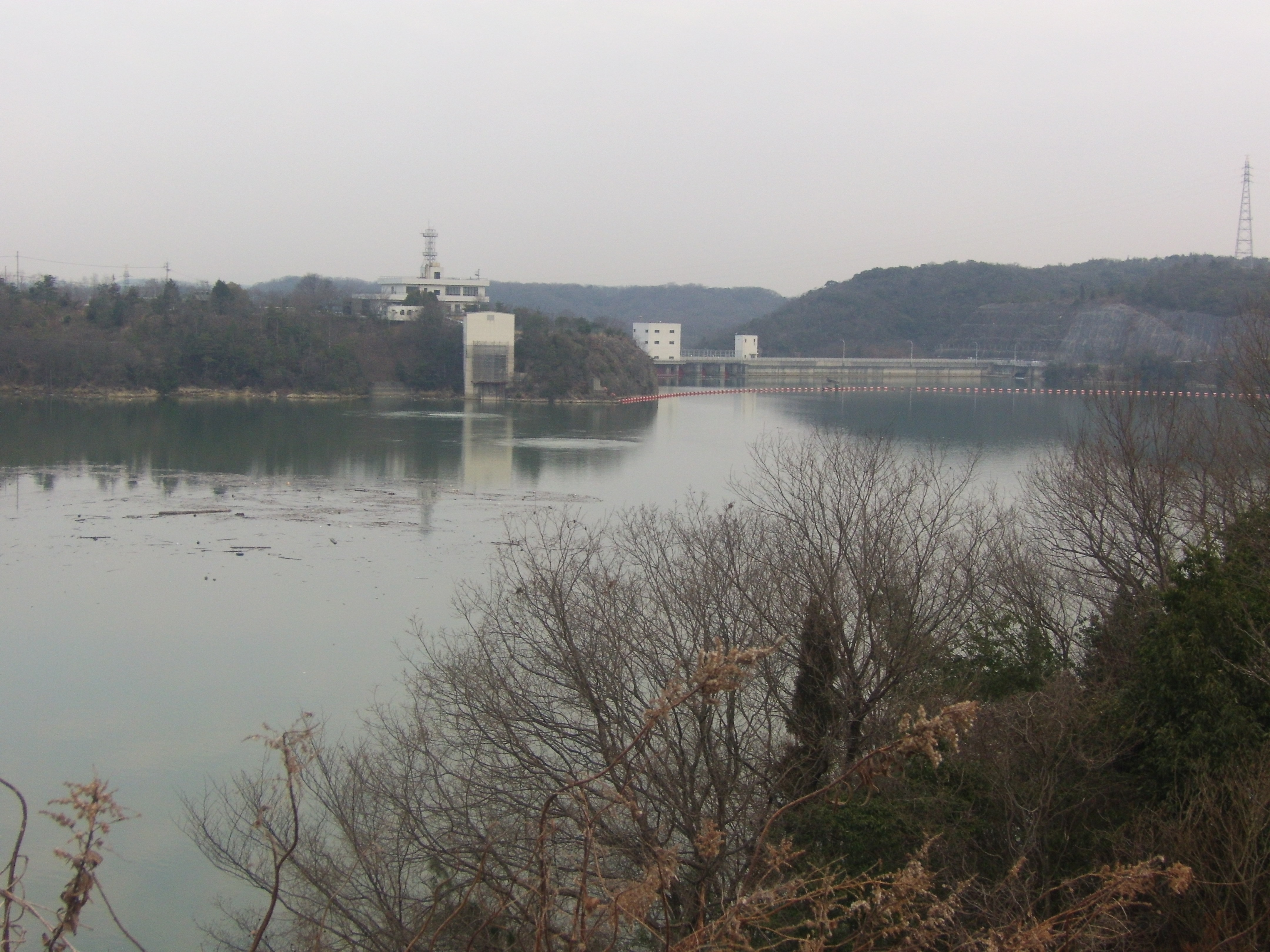
つくはら湖
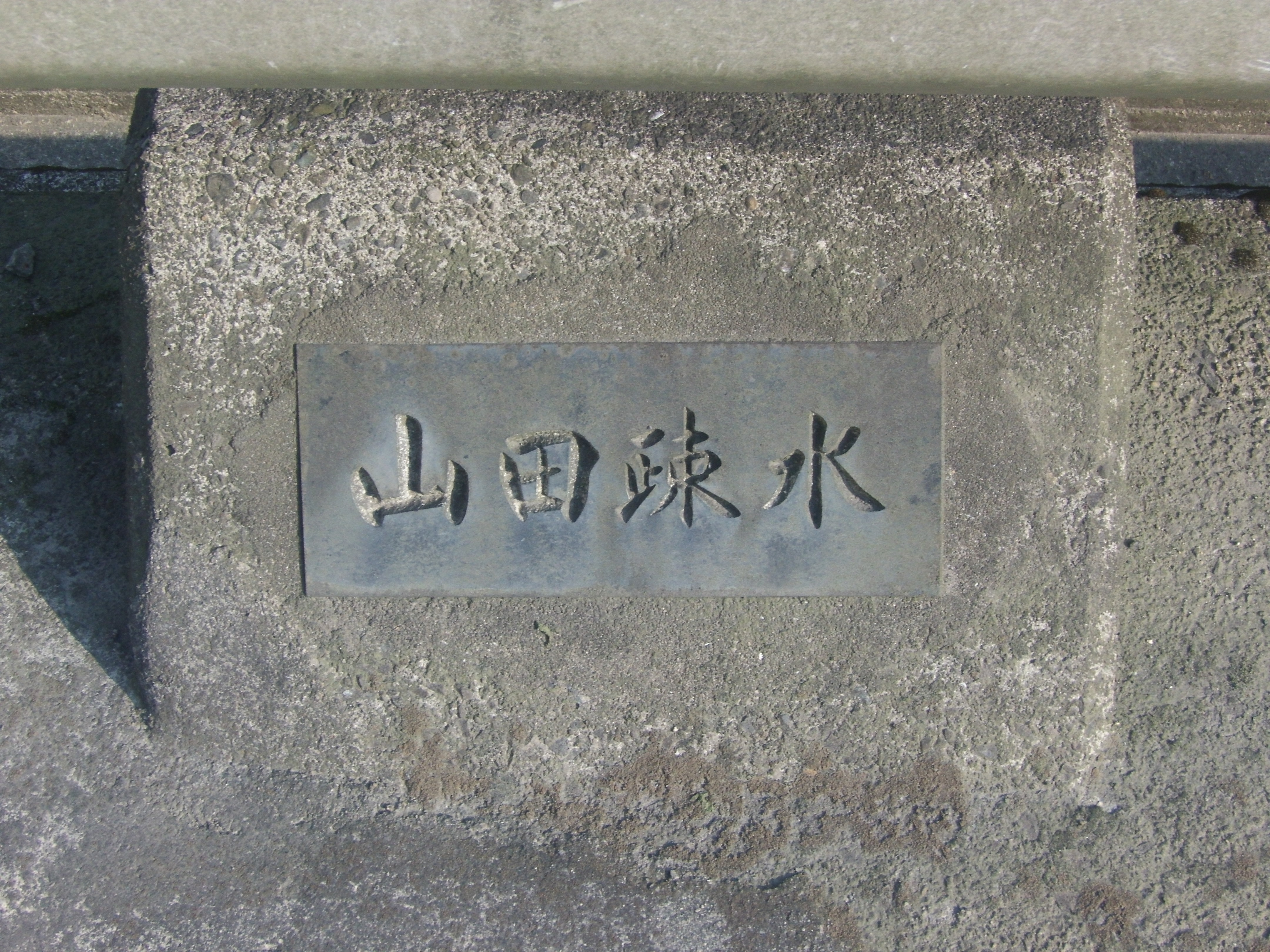
山田疎水のプレート（笠松峠下の橋梁）
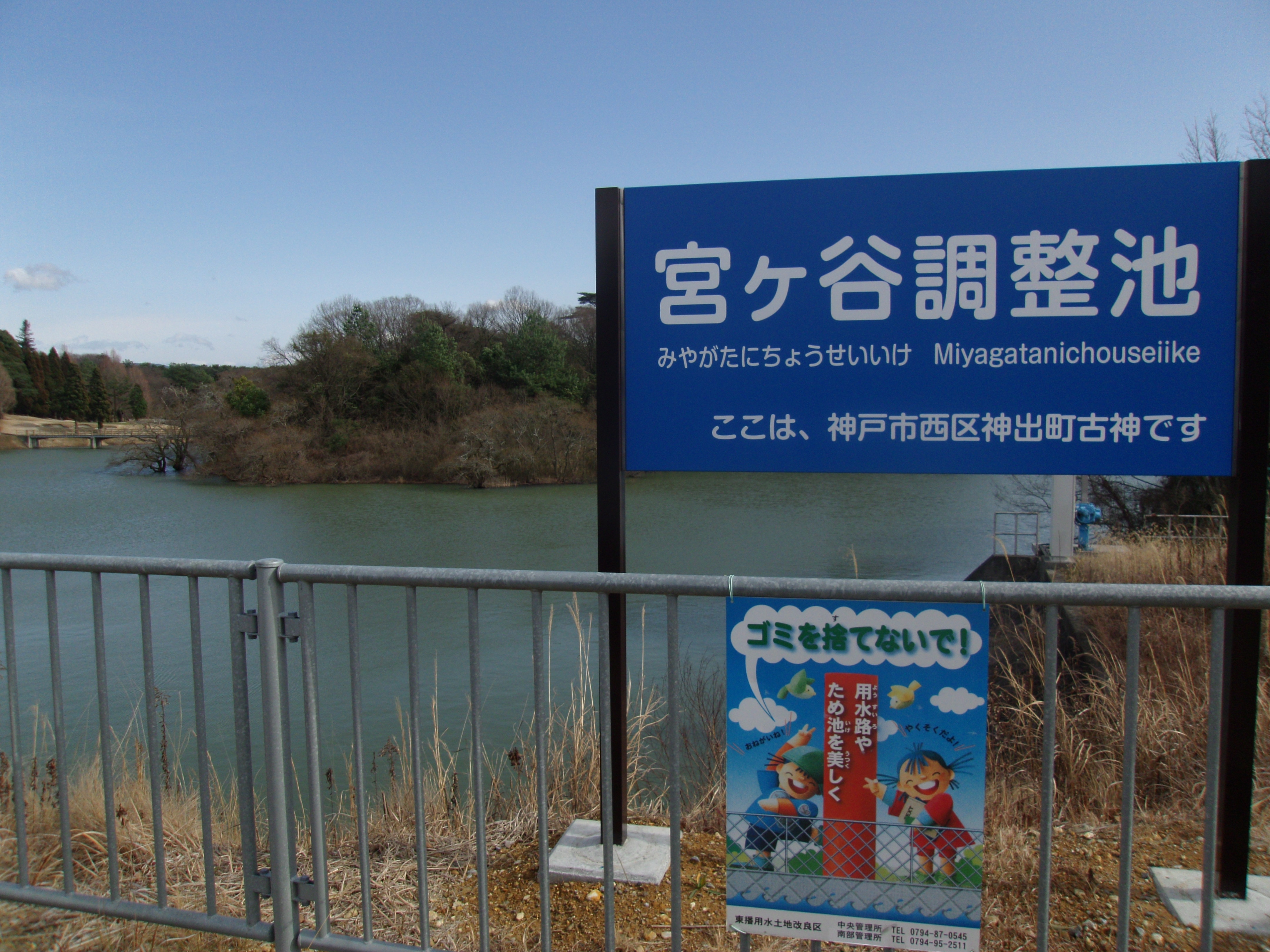
宮ヶ谷調整池。
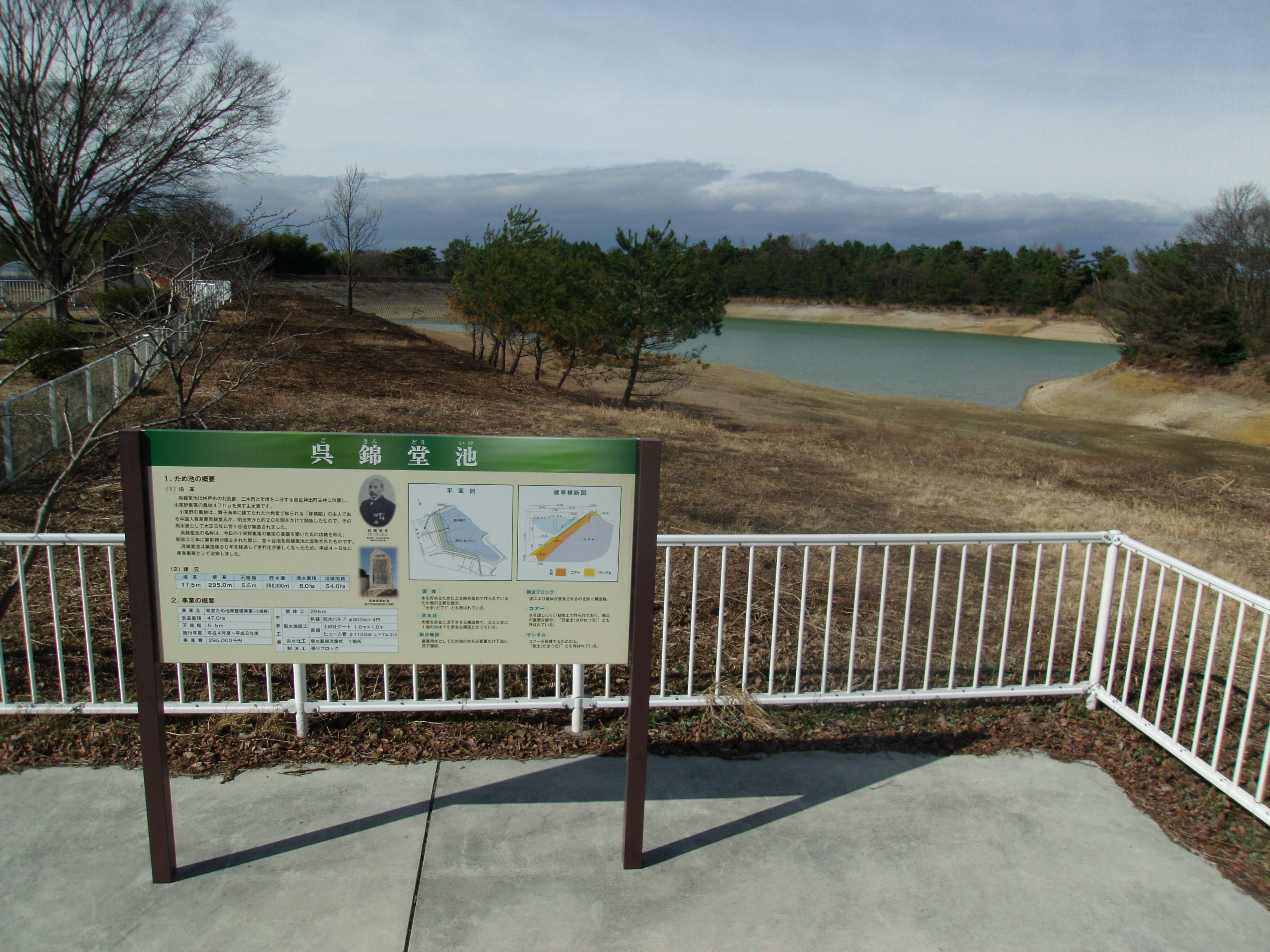
呉錦堂池。大正6年に中国人貿易商で相場師の呉錦堂が築造[3]。呉は明治末に明石郡神出村(現神戸市神出町)小束野の山林を買収し、果樹園にするべく数人の中国人労働者を呼び寄せて開拓し、その後水田にするため山田川疎水組合に加入して池を作り、宮ヶ谷池と名付けたが、昭和32年に現行名に改名された[3]。
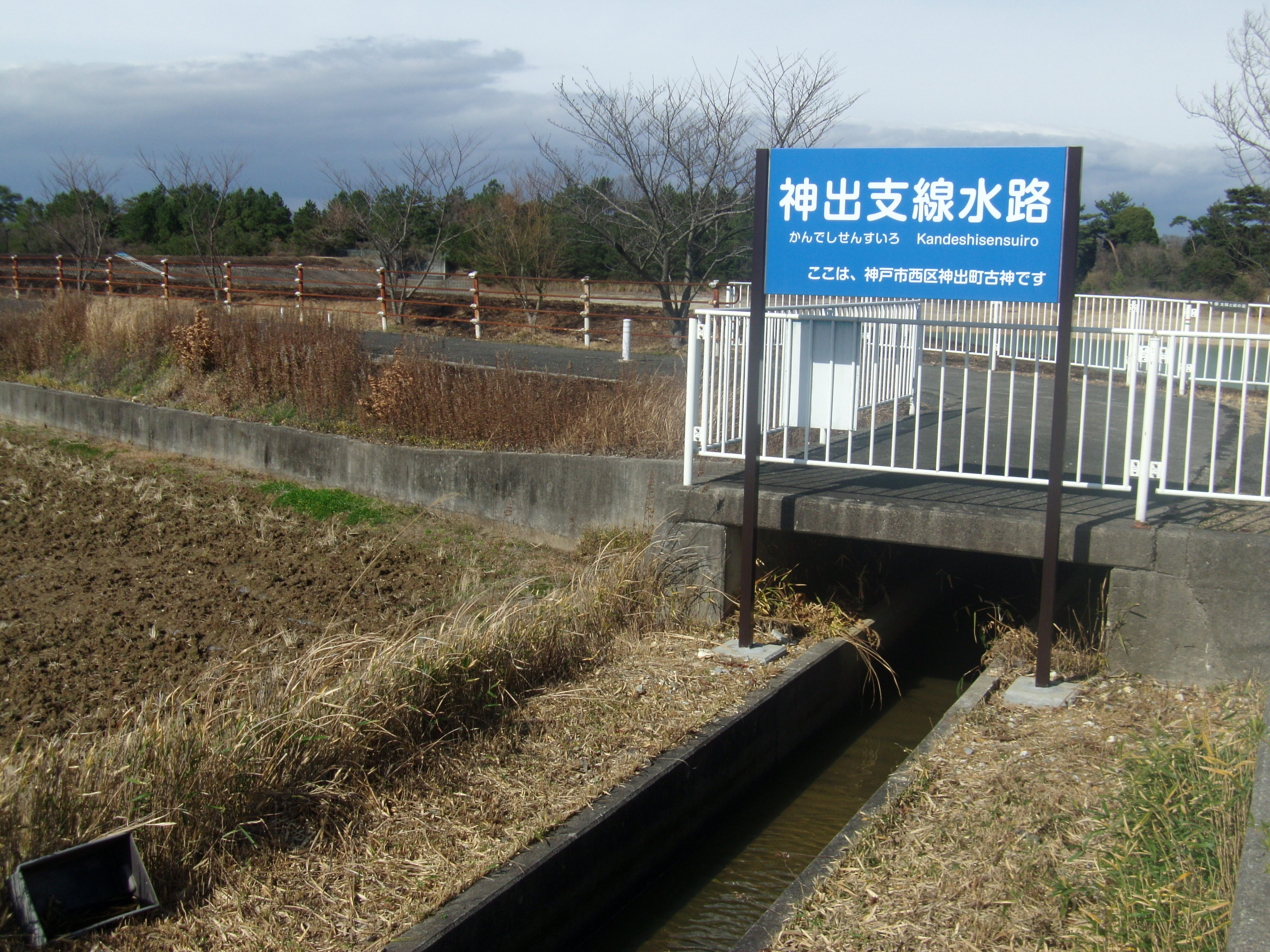
神出支線
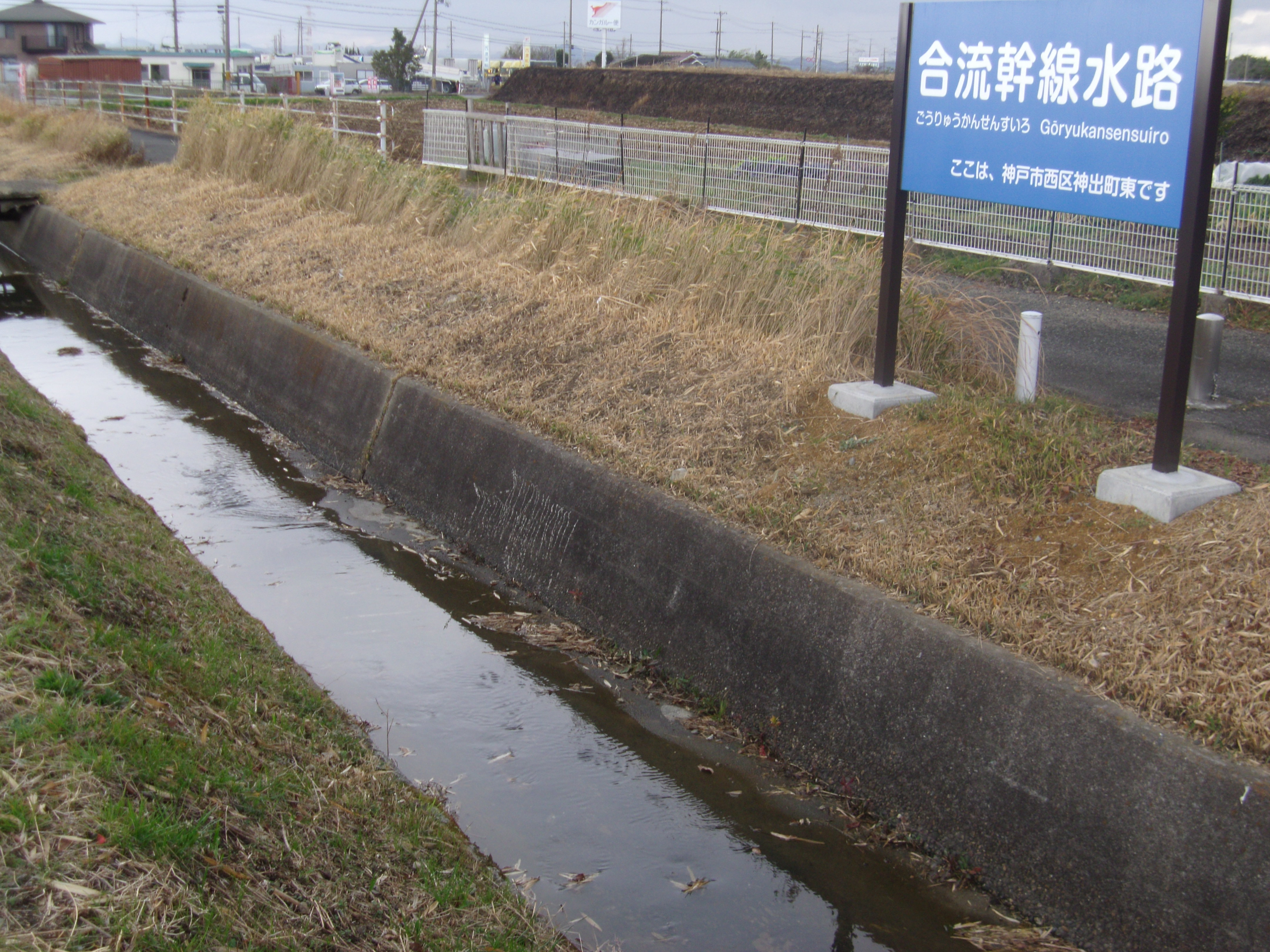
淡河川疎水との合流幹線
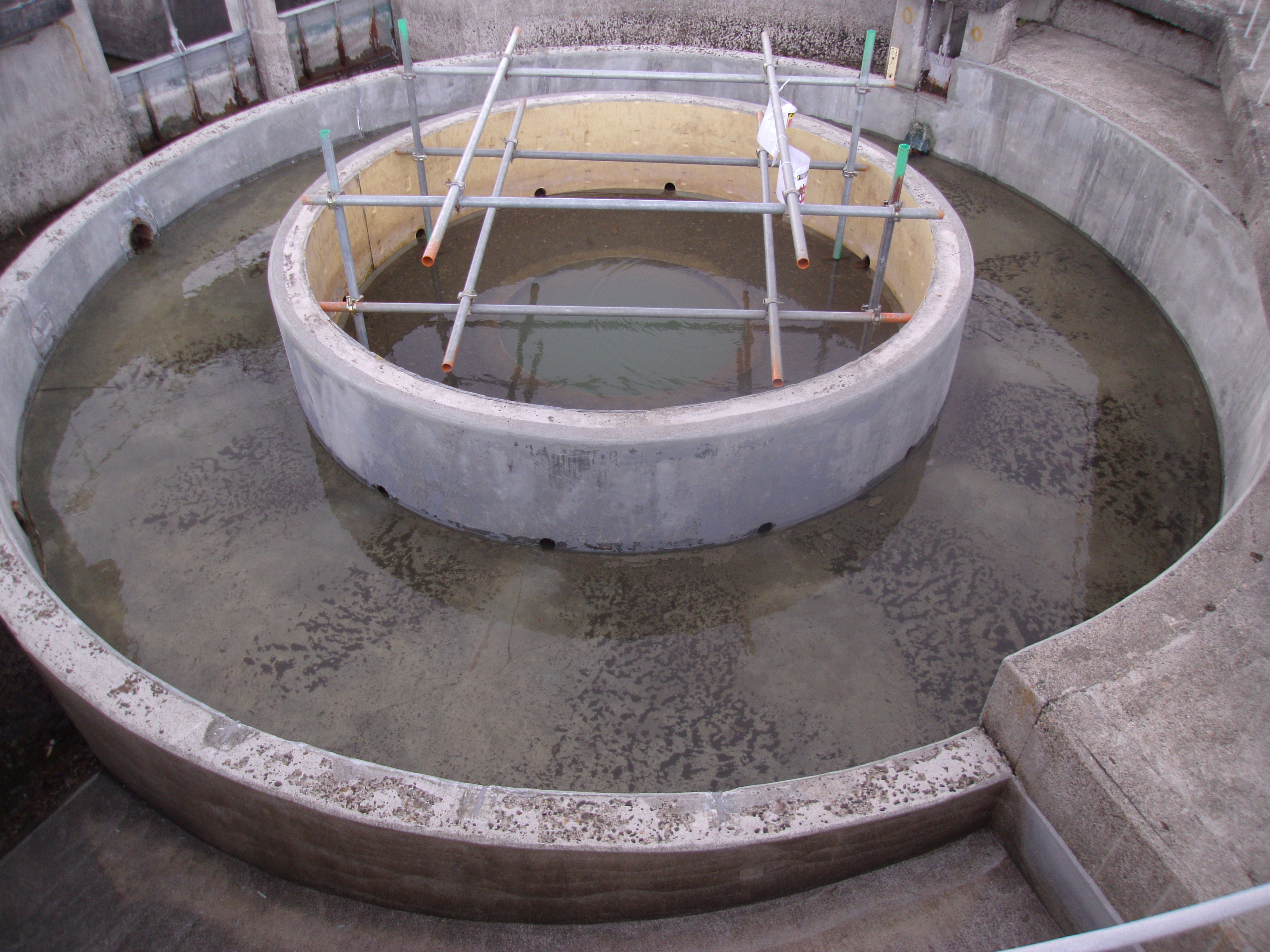
老ノ口分水所
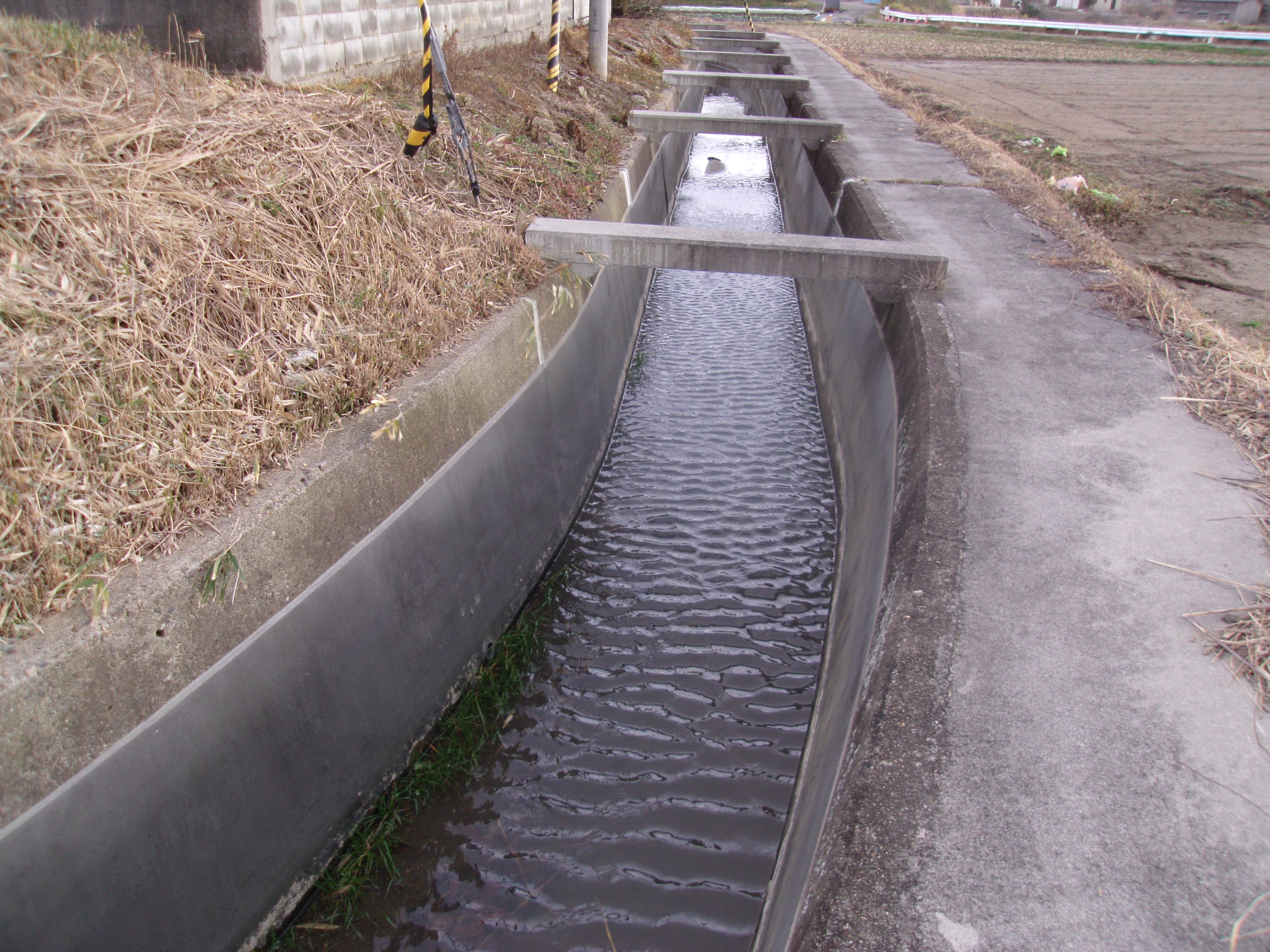
岩岡支線
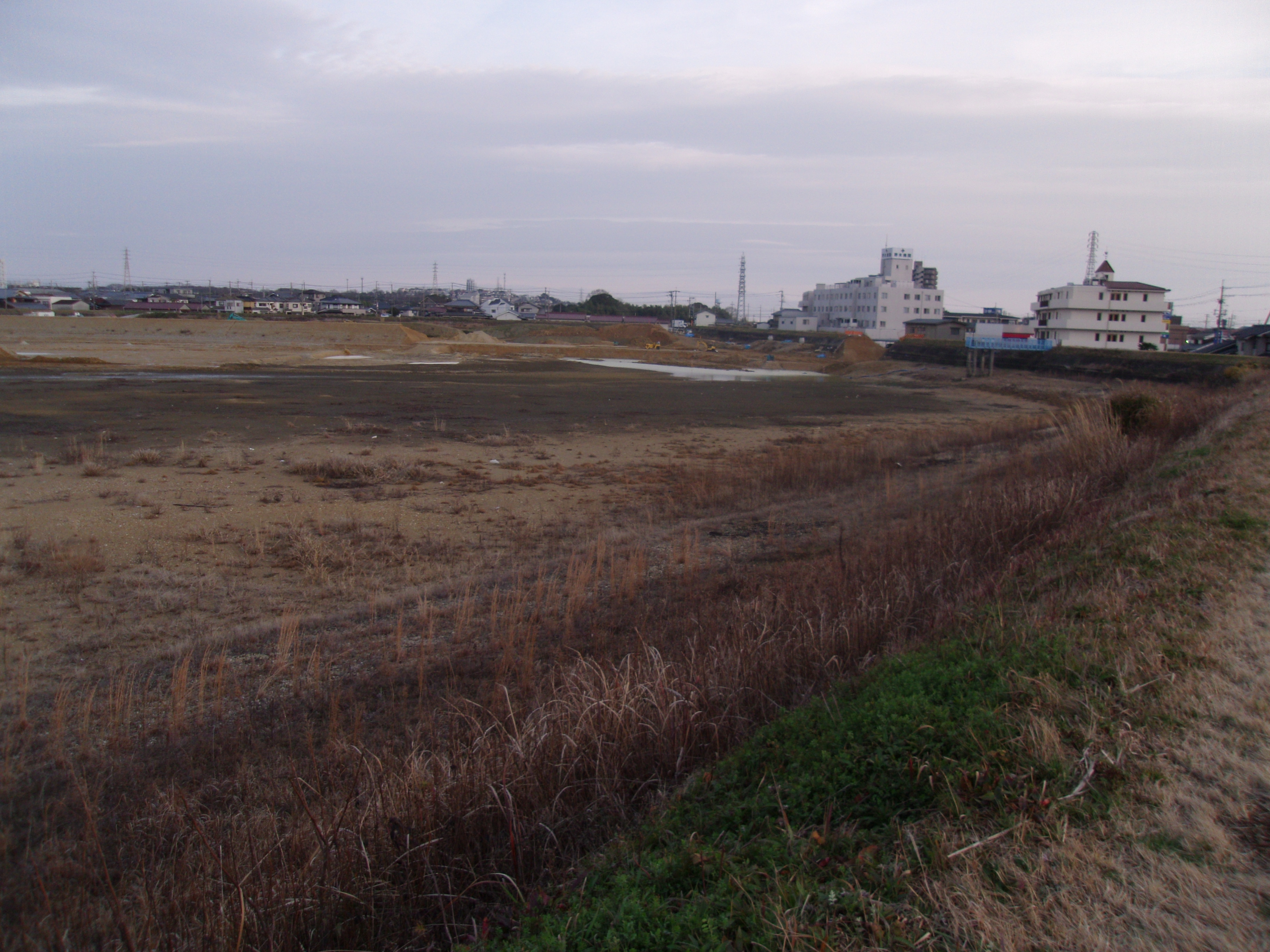
17号池

## 東播用水
淡山疏水（淡河川疏水・山田川疎水）を補完するものとして、1970年（昭和45年）に着工し1996年（平成8年）に完成したのが東播用水である。篠山川の川代ダムを取水口とし、川代導水路を経て一度東条川に注ぎ、大川瀬ダムから大川瀬導水路で南進し、三木市の吉川地区へも供給しつつ、神戸市北区で僧尾川となり、国道428号の丸山橋脇で淡河川疏水と立体交差して一部は疏水に給水。淡河川へ合流した後シビレ山西麓に埋設された導水管がつくはら湖の呑吐ダム堰堤上を通過、笠松峠下を抜ける山田川疎水路と埋設導水管に送水される。
東播用水は淡山疏水の補完目的で整備されたが、その完成の頃には減反政策・転作や離農などにより灌漑用途の意味が薄れていた。そのため導水管水路は神出浄水場まで伸びており水道水としても用いられるほか、神戸市西区押部谷町細田の住吉神社付近で明石川支線を分岐し、西神ニュータウンの西神工業団地で工業用水道にも利用され、松笠峠で分岐し富士見が丘・月が丘から押部谷町西盛の新興住宅地を流れる水路（西盛川・福住川）として現れ、生活環境や緑化景観を形成しつつ明石川へ放水される。
また、淡河川疏水の御坂サイフォン橋手前（御坂神社背後の愛宕山吞口水槽）から平井支線の埋設導水管が分岐。山陽自動車道に併行し、三木市平井に至る。東播用水土地改良区の水利事業所は平井支線沿いに置かれている。
総延長は281キロ、受益耕作面積は7390ヘクタール。
平成25～33年度の工期で第二期水利事業が進められている。

## 関係施設
- 山田川疎水関係
  - 山田川取水堰跡…経済産業省近代化産業遺産に認定北緯34度45分49.54秒 東経135度6分38.56秒
  - 宮ヶ谷調整池北緯34度46分9.45秒 東経135度0分24.49秒、呉錦堂池北緯34度46分1.26秒 東経135度0分42.33秒、下勝成池北緯34度46分33.18秒 東経135度0分3.71秒
  - 神出浄水場北緯34度44分38.18秒 東経134度59分25.93秒
  - 老ノ口分水所北緯34度45分23.64秒 東経134度59分22.99秒…円筒分水
  - 一号池北緯34度43分33.19秒 東経134度58分14.63秒、十二号池・十四号池北緯34度42分10.47秒 東経134度55分52.23秒、十七号池北緯34度42分4.22秒 東経134度54分45.83秒
  - 平野支線（藤江川）サイフォン北緯34度42分34.19秒 東経134度58分34.78秒
- 東播用水
  - 川代ダム北緯35度4分48.71秒 東経135度9分35.38秒、大川瀬ダム北緯34度56分45.22秒 東経135度7分1秒
  - 丸山橋立体交流・分水点北緯34度49分4.77秒 東経135度5分56.36秒
  - 水土里ネット東播用水北緯34度47分44.52秒 東経135度2分29.67秒

### 補詳
1. ↑  山田川堰からの導水路は兵庫県道85号神戸加東線と並走するが現在は灌漑用には使われておらず、雨水自然処理の下水道となっている
2. ↑  かつては緑が丘町界隈では地表を流れていたが、ニュータウンの造成に伴い暗渠化された
3. ↑  広野ゴルフ場前駅前の五百蔵池北緯34度46分7.73秒 東経135度1分30.69秒も貯水池で、地下で導管により給水している
4. ↑  呉錦堂池は神戸在住の中国人貿易商の呉錦堂（1855年浙江省生まれ）が私財を投じて造らせたもの
5. ↑  合流幹線により水量が増したことで、神出町北に地形から生じる落差を活かした水力発電施設が設けられ1956年（昭和31年）まで稼働していた（施設は現存せず）